# Кончаловський Єгор Андрійович
Єгор Андрійович Кончаловський (справжнє ім'я Георгій Андрійович Михалков; нар.. 15 січня 1966, Москва, Російська РФСР, СРСР) — російський кінорежисер, сценарист і продюсер.

Фігурант бази даних центру «Миротворець»: свідоме порушення державного кордону України, участь у пропагандистських заходах російської окупаційної влади на території анексованого Криму.

## Біографія
Народився 15 січня 1966 року в російсько-казахській сім'ї кінорежисера Андрія Михалкова-Кончаловського та актриси Наталії Арінбасарової. З приводу свого походження в 2011 році він сказав: «Хочу зробити картину про царицю Томіріс. Виношую цей історичний проєкт. Я цікавлюся історією Казахстану. Частина моїх коренів тут, на цій землі… Тут я вважаю себе казахом, в Росії — росіянином».
Батьки розлучилися, коли йому було три роки, батько одружився з Вівіан Годе (фр. Viviane Godet і поїхав до Франції.
У 1984—1986 роках відслужив строкову службу в Радянській армії (кавалерійський полк при кіностудії «Мосфільм»). У 1988—1990 рр. навчався в Міжнародній школі St. Clares в Оксфорді, Велика Британія, в 1990—1991 — Кенсингтонському бізнес-коледжі в Лондоні.
Працював асистентом режисера у батька на картинах «Танго і Кеш» (1989), «Гомер і Едді» (1989), «Ближнє коло» (1991).
У 1992 році спільно з Андрієм Разенковим створив рекламну студію «PS TVC» (Partner Studio TVCommercials). Як режисер телевізійної реклами, зняв близько 150 роликів, в тому числі для «Проктер енд Гембл», «Марс» (в тому числі «Снікерс», «Баунті», «Дав (шоколад)»), «Бачив Сассун», «Баскін Роббінс», «Індезіт», «Соні»…
У 1994 році захистив диплом магістра історії мистецтв у Кембриджському університеті. За освітою — мистецтвознавець, спеціалізувався на творчості Альбрехта Дюрера та Рембрандта ван Рейна.
З 1997 року — художній керівник рекламного агентства повного циклу «Prospect Advertising».

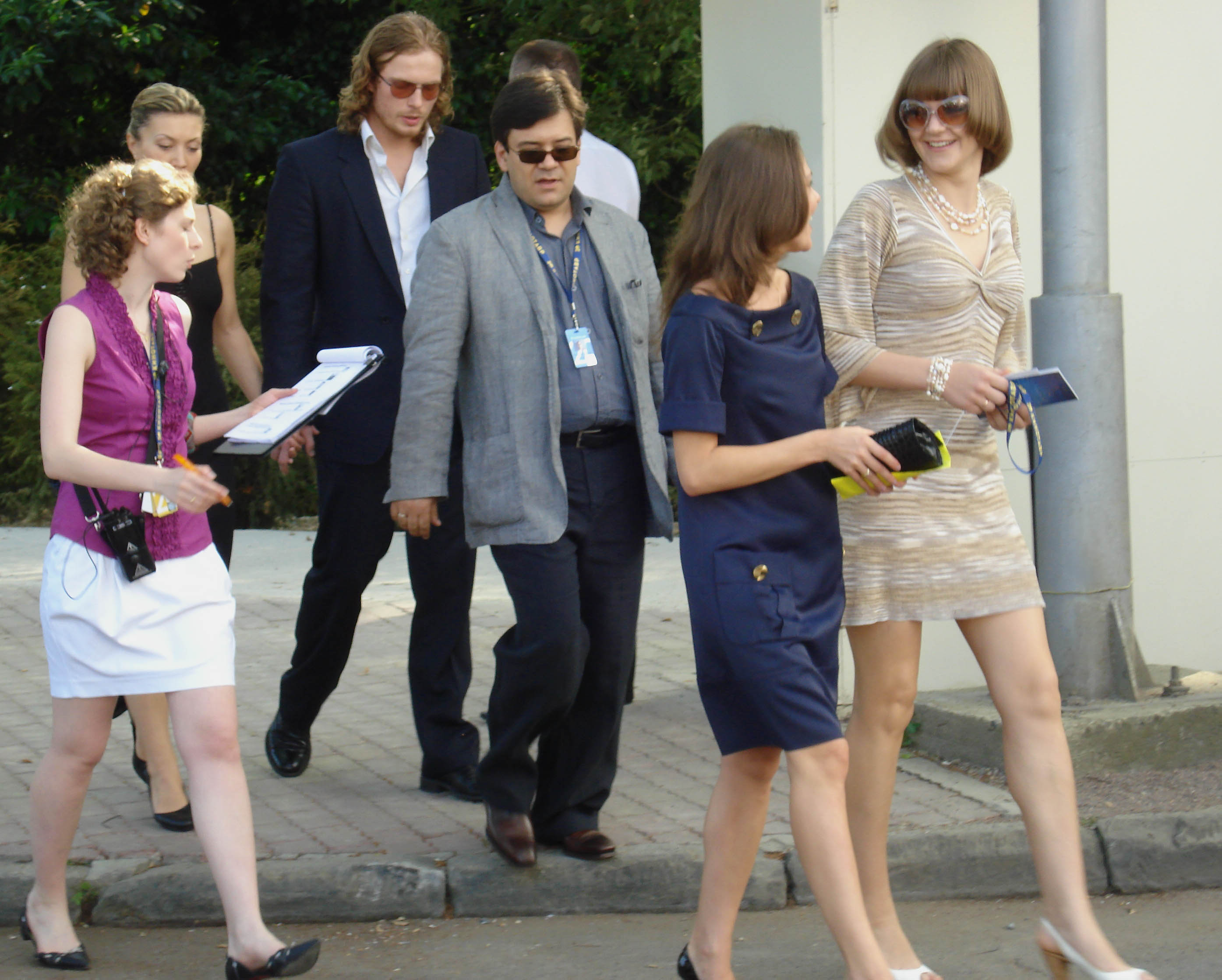
Єгор Андрійович Кончаловський з учасниками відкритого російського кінофестивалю «Кінотавр». Сочі, 2009 рік.

У 1999 році продюсер Ігор Толстунов запропонував йому зняти фільм «Затворник», з якого почався шлях Кончаловського у великому кінематографі.
3-4 жовтня 2014 року взяв участь у театралізованих онлайн-читаннях «Кареніна. Живе видання» .

### Родина
- батько — Андрій Сергійович Михалков-Кончаловський (нар.. 1937), режисер, сценарист; народний артист РРФСР (1980).
- мати — Наталя Утевлівна Арінбасарова (нар.. 1946), актриса, заслужена артистка РРФСР (1979).
- єдиноутробна сестра — Катерина Миколаївна Двигубська (нар.. 1974), актриса, кінорежисер, телепродюсер, сценарист і письменниця.
- дід — Сергій Володимирович Михалков (1913—2009), письменник, поет, драматург.

## Особисте життя
- Дружина (неофіційний шлюб) — Любов Толкаліна (нар.. 16 лютого 1978), актриса[5] У 2017 році через 20 років спільного життя пара вирішила розлучитися[6][7].
  - Дочка — Марія (нар. 5 червня 2001)[8].
- Друга дружина — Марія Леонова (нар.. 1984), юрист.
  - Син — Тимур (нар.. 2 квітня 2017).

## Фільмографія

### Режисер
- 1996 — Я був радянським письменником (документальний телефільм)
- 1999 — Затворник
- 2002 — Антикілер
- 2003 — Антикілер 2: Антитерор
- 2005 — Втеча
- 2007 — Консерви
- 2008 — 9 травня. Особисте ставлення (новела «Свято зі сльозами на очах»)
- 2009 — Троянди для Ельзи
- 2009 — Наша Маша і чарівний горіх
- 2009 — Москва, я люблю тебе! (новела «Москвичі»)
- 2011 — Повернення в «А» (робочі назви «Справжній полковник», «Кара майор»; Казахстан, Росія)
- 2012 — Серце моє — Астана (перша новела)
- 2020 — На Місяці
- 2021 — Мій тато — вождь!

### Актор
- 2002 — Антикілер — кілер-снайпер
- 2005 — Втеча
- 2009 — Москва, я люблю тебе! (новела «Москвичі») — фотограф

### Продюсер
- 1996 — Я був радянським письменником (документальний телефільм)
- 2008 — Мустанг
- 2011 — Серце моє — Астана

## Визнання і нагороди
- КФ «Московський Пегас» (2000)
- КФ російських фільмів в Онфлері (2000)
- РКФ " Література і кіно " в Гатчині (2001)
- Премія «Блокбастер» (2002)
- Премія «Еліта» (2003)

## Генеалогія
Родовідне древо